# Deep Roy

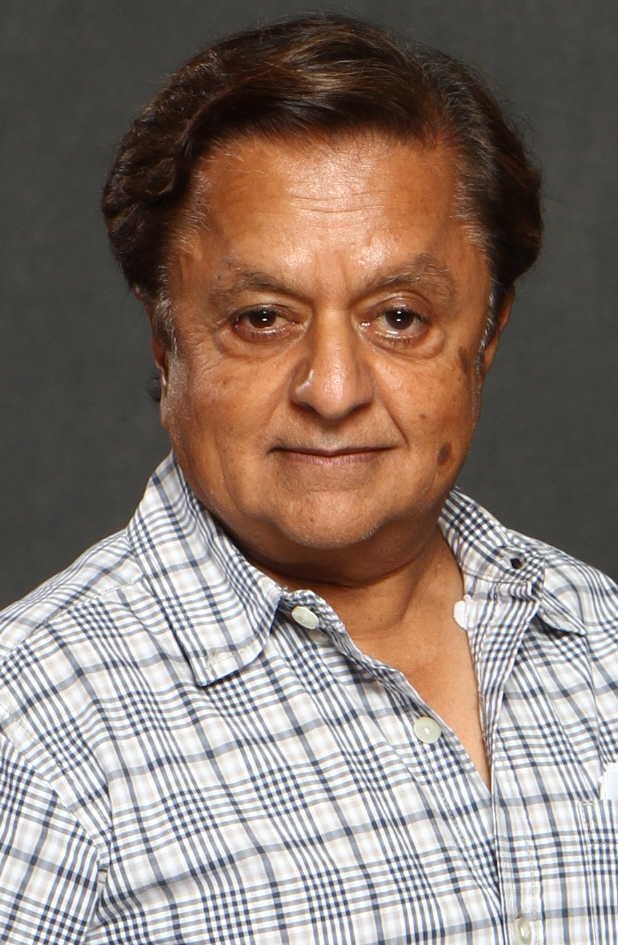
Deep Roy 2014

Deep Roy (auch Gordeep Roy; * 1. Dezember 1957 in Nairobi, Kenia, als Mohinder Purba) ist ein britischer Schauspieler, Stuntman, Drehbuchautor und Puppenspieler.

## Leben und Wirken
Roy ist der Sohn indischer Eltern. Zu seinen Vorfahren gehörte der indische Maharadscha Vinepal. Er ist 1,32 Meter groß. Nachdem sein Vater mit der Familie nach Großbritannien übergesiedelt war, begann Deep Roy zunächst in Kabaretts als Stand-up-Comedian zu arbeiten. Seine erste Fernsehrolle bekam Roy 1976 in einer Episode der Krimiserie Mit Schirm, Charme und Melone (The New Avengers) und konnte im selben Jahr auch in seinem ersten Kinofilm auftreten, in Blake Edwards’ Inspektor Clouseau, der „beste“ Mann bei Interpol (The Pink Panther Strikes Again), in dem er einen kleinwüchsigen Agenten spielte, der Inspektor Clouseau auf dem Münchner Oktoberfest „um die Ecke“ bringen sollte. 1977 war er in mehreren Folgen der englischen Science-Fiction-Serie Doctor Who zu sehen und spielte 1985 den „Zinnmann“ in dem Disney-Fantasyfilm Oz – Eine fantastische Welt (Return to Oz).
Wegen seiner geringen Körpergröße spielte Roy eine ganze Reihe ungewöhnlicher Figuren in Film und Fernsehen und wurde als Stuntman auch immer wieder als „Double“ für Kinder-Darsteller und „anderes“ eingesetzt. So kennen ihn Kinobesucher als „Winzling“ mit seiner Rennschnecke in Wolfgang Petersens Verfilmung von Die unendliche Geschichte (1984) und als Androiden in Redwing – Flucht vor den schwarzen Droiden (1984). Zweimal trat er in Affenkostümen auf, einmal zusammen mit „Tarzan“ Christopher Lambert in Greystoke – Die Legende von Tarzan, Herr der Affen (Greystoke: The Legend of Tarzan, Lord of the Apes, 1984) und einmal in der Neuverfilmung von Planet der Affen (2001), wo er gleich zwei Charaktere mimte – einen Affenjüngling und die „Tochter“ eines Affensenatoren.
Im Film Der dunkle Kristall (The Dark Crystal, 1982) schlüpfte Roy als zusätzlicher Puppenspieler in eine der Fantasiefiguren von Jim Henson, und in Die Rückkehr der Jedi-Ritter (Return of the Jedi, 1983) steckte er in dem Kostüm des Droopy McCool in der Band am Hof des Bösewichtes „Jabba the Hutt“. Im Jahr 2000 stand Deep Roy neben Jim Carrey im Film Der Grinch (How the Grinch Stole Christmas) vor der Kamera.
In der achten Staffel der Fernsehserie Akte X – Die unheimlichen Fälle des FBI (The X-Files), Episode Hier und nicht hier (Badlaa, US-Erstausstrahlung 21. Januar 2001), spielte er einen indischen Bettler.
Mit dem US-amerikanischen Regisseur Tim Burton hat Deep Roy nach der Jahrtausendwende einige Filmprojekte verwirklicht. Neben Planet der Affen setzte ihn Burton bei Big Fish (2003) ein, und in dem Animationsfilm Corpse Bride – Hochzeit mit einer Leiche (Corpse Bride, 2005) war Deep Roy einer der Sprecher. Seine „umfangreichste“ Rolle spielte er in Burtons Neuverfilmung von Charlie und die Schokoladenfabrik (Charlie and the Chocolate Factory, 2005). Er verkörperte mit Computerunterstützung sämtliche Bedienstete in der Fabrik, die so genannten „Oompa Loompas“. Für die Rolle musste Roy ein umfangreiches Training absolvieren und dabei singen, tanzen und das Spielen verschiedener Instrumente erlernen.
2009 wirkte Roy in Transformers – Die Rache mit. Im selben Jahr verkörperte er in Star Trek erstmals die außerirdische Figur Keenser, deren Rolle er auch in den Fortsetzungen Star Trek Into Darkness und Star Trek Beyond verkörperte.

## Filmografie (Auswahl)
- 1976: Mit Schirm, Charme und Melone (The New Avengers, Fernsehserie, eine Folge)
- 1976: Inspektor Clouseau, der „beste“ Mann bei Interpol (The Pink Panther Strikes Again)
- 1977;1986: Doctor Who (Fernsehserie, 7 Folgen)
- 1979: Die Brut des Bösen
- 1980: Flash Gordon
- 1982: Der dunkle Kristall (The Dark Crystal)
- 1983: Die Rückkehr der Jedi-Ritter (Return of the Jedi)
- 1984: Die unendliche Geschichte (The NeverEnding Story)
- 1984: Redwing – Flucht vor den schwarzen Droiden (Starship)
- 1984: Greystoke – Die Legende von Tarzan, Herr der Affen (Greystoke: The Legend of Tarzan, Lord of the Apes)
- 1985: Oz – Eine fantastische Welt (Return to Oz)
- 2000: Der Grinch (How the Grinch Stole Christmas)
- 2001: Akte X – Die unheimlichen Fälle des FBI (The X-Files, Fernsehserie, eine Folge)
- 2001: Planet der Affen (Planet of the Apes)
- 2003: Big Fish
- 2005: Corpse Bride – Hochzeit mit einer Leiche (Corpse Bride, Stimme)
- 2005: Charlie und die Schokoladenfabrik (Charlie and the Chocolate Factory)
- 2009: Star Trek
- 2009: Transformers – Die Rache (Transformers: Revenge of the Fallen)
- 2012: Zambezia (Stimme)
- 2013: Star Trek Into Darkness
- 2016: Star Trek Beyond